# Рёдер, Вилмош
Вилмош Рёдер (венг. Vilmos Rőder; 11 января 1881 — 13 декабря 1969) — венгерский армейский офицер и политик, занимал должность министра обороны с 1936 по 1938 год.

## Биография
Вилмош Рёдер родился 11 января 1881 года в Пече, Королевство Венгрия. Во время Первой мировой войны (1914-1918) занимал должность начальника штаба армейского корпуса. Выступил инициатором развития армии между 1930 и 1934 годами, но у него был конфликт с премьер-министром Дьюлой Гёмбёшем и поэтому он ушел в отставку. Однако, новый премьер-министр Кальман Дараньи назначил его министром обороны, сменив на этой должности Йожефа Сомкути. 
В 1938 году Вилмош Рёдер подал в отставку вместе с другими членами правительства Венгрии, новым министром обороны стал Енё Рац. После этого Вилмош Рёдер стал поддерживать политику премьер-министра Иштвана Бетлена, который выступала против вступления Венгрии во Вторую мировую войну. Скончался 13 декабря 1969 года в Будапеште, Венгерская Народная Республика.